# Lingua basay
La lingua basay era una lingua austronesiana della famiglia delle lingue formosane orientali, ed era parlata nell'area a nord dell'isola di Taiwan, intorno alla città di Taipei. I popoli che parlavano tale lingua erano i Basay, i Qauqaut ed i Trobiawan.